# پاتریشا چرچلند
پاتریشا اسمیت چرچلند (به انگلیسی: Patricia Churchland) (زاده ۱۶ ژوئیه ۱۹۴۳) یک فیلسوف کانادایی-آمریکایی است که برای فعالیت‌هایش در نوروفلسفه و فلسفه ذهن شناخته شده‌است. او استاد فلسفه امریتا دانشگاه کالیفرنیا، سن دیگو است، که از سال ۱۹۸۴ در آن تدریس کرده‌است. او در دانشگاه بریتیش کلمبیا، دانشگاه پیتسبورگ و دانشگاه آکسفورد تحصیل کرده، و در دانشگاه منیتوبا از سال ۱۹۶۹ تا ۱۹۸۴ به تدریس فلسفه پرداخته‌است. او همسر فیلسوف، پاول چرچلند است.